# Iulie 2012
Acest articol este generat integral pe baza informațiilor din articolul 2012 și este actualizat periodic de un robot.
 Editările făcute în articol vor fi șterse la următoarea actualizare! Dacă doriți să faceți modificări, editați articolul-sursă.

ianuarie -
februarie -
martie -
aprilie -
mai -
iunie -
iulie -
august -
septembrie -
octombrie -
noiembrie -
decembrie
Iulie 2012 a fost a șaptea lună a anului și a început într-o zi de duminică.

## Evenimente

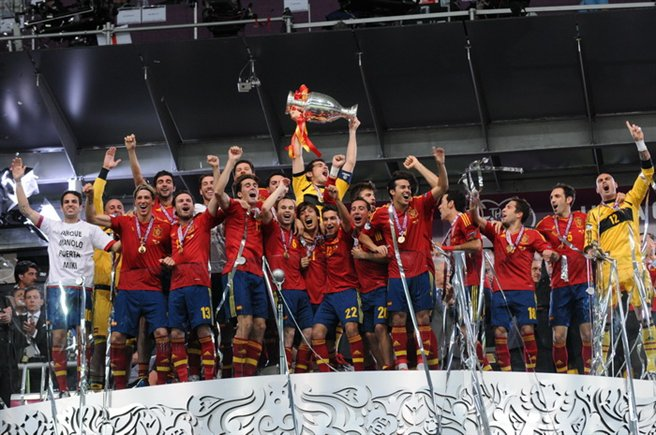
Finala Campionatului European de Fotbal 2012 s-a desfășurat pe Stadionul Olimpic din Kiev

- 1 iulie: Cipru preia de la Danemarca președinția Consiliului Uniunii Europene.
- 1 iunlie: Intră în vigoare un embargo petrolier fără precedent al UE, urmat de noi sancțiuni occidentale menite să oblige Teheranul să cedeze în legatură cu activități nucleare controversate.
- 1 iulie: Spania a învins Italia în finala Campionatului European de Fotbal 2012.
- 1 iulie: Alegeri prezidențiale în Mexic. Enrique Pena Nieto este noul președinte ales al Mexicului.
- 4 iulie: CERN a anunțat observarea unui boson masiv compatibil cu bosonul Higgs.

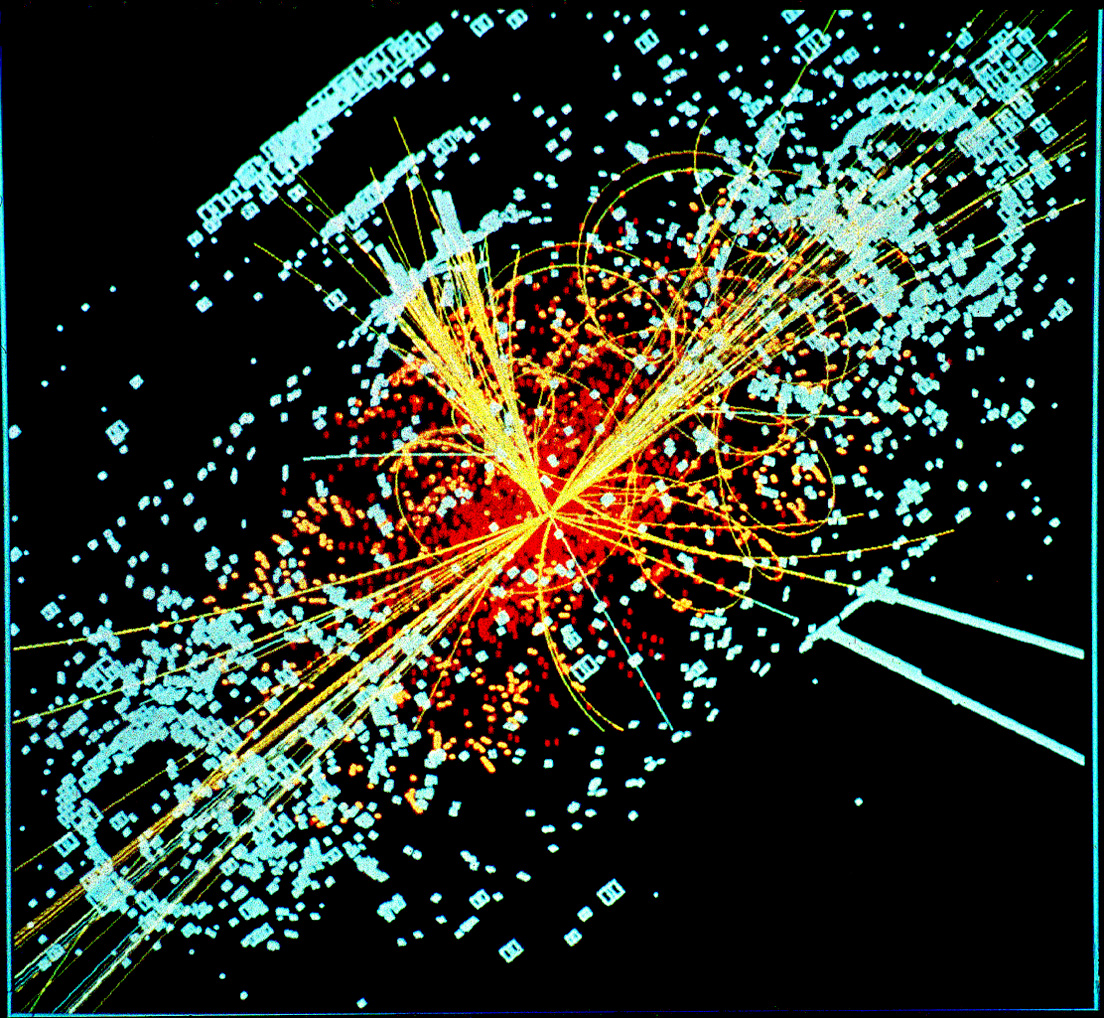
Descoperirea bosonului Higgs. Simulare computerizată a colinziunii a doi protoni în instalația LHC a CERN.

- 5 iulie: "The Shard" (Ciobul), cea mai înaltă clădire din Europa (309,6 m) s-a deschis oficial la Londra. "The Shard" este deținută de guvernul din Qatar în proporție de 95%. Până la sfârșitul anului, clădirea va fi detronată de Mercury City Tower (339 metri), din Rusia.
- 6 iulie: Președintele Traian Băsescu a fost suspendat pentru a 2-a oară de Parlamentul României. În favoarea suspendării au votat 256 de parlamentari, contra suspendării 116. Locul lui Traian Băsescu în fruntea statului este luat de președintele Senatului, Crin Antonescu, ca președinte interimar. La data de 29 iulie 2012 va avea loc un referendum național în legătură cu demiterea președintelui.
- 7 iulie: Alegerea unei Adunări Naționale, primele alegeri libere organizate în țară după zeci de ani de dictatură sub Muammar al-Gaddafi.
- 11 iulie: Astronomii au anunțat descoperirea lui S/2012 (134340) 1, al 5-lea satelit al planetei pitice Pluto.
- 12 iulie: Prințul moștenitor tongan Tupouto'a 'Ulukalala s-a căsătorit cu Sinaitakala Fakafanua la Nukuʻalofa. Căsătoria, prima pentru un prinț moștenitor tongan în 65 de ani, a stârnit controverse deoarece cei doi sunt veri de gradul doi.
- 14 iulie: S-a disputat Supercupa României la fotbal, între CFR Cluj și Dinamo București, pe Arena Națională, câștigată de Dinamo București.
- 15 iulie: Reprezentanții de la Crucea Roșie declară că, de fapt, conflictul din Siria este un război civil, ceea ce înseamnă că de acum combatanții vor fi supuși oficial Convențiilor de la Geneva.[1]
- 17 iulie: O delegație iraniană a venit în Coreea de Nord pentru o serie de discuții, cele două state propunând "un front comun împotriva imperialismului și a hegemoniei".
- 18 iulie: Atentat în Bulgaria: cel puțin 7 persoane au fost ucise și numeroase altele au fost rănite într-o explozie care a vizat un autocar cu turiști israelieni în parcarea aeroportului din stațiunea bulgară Burgas.

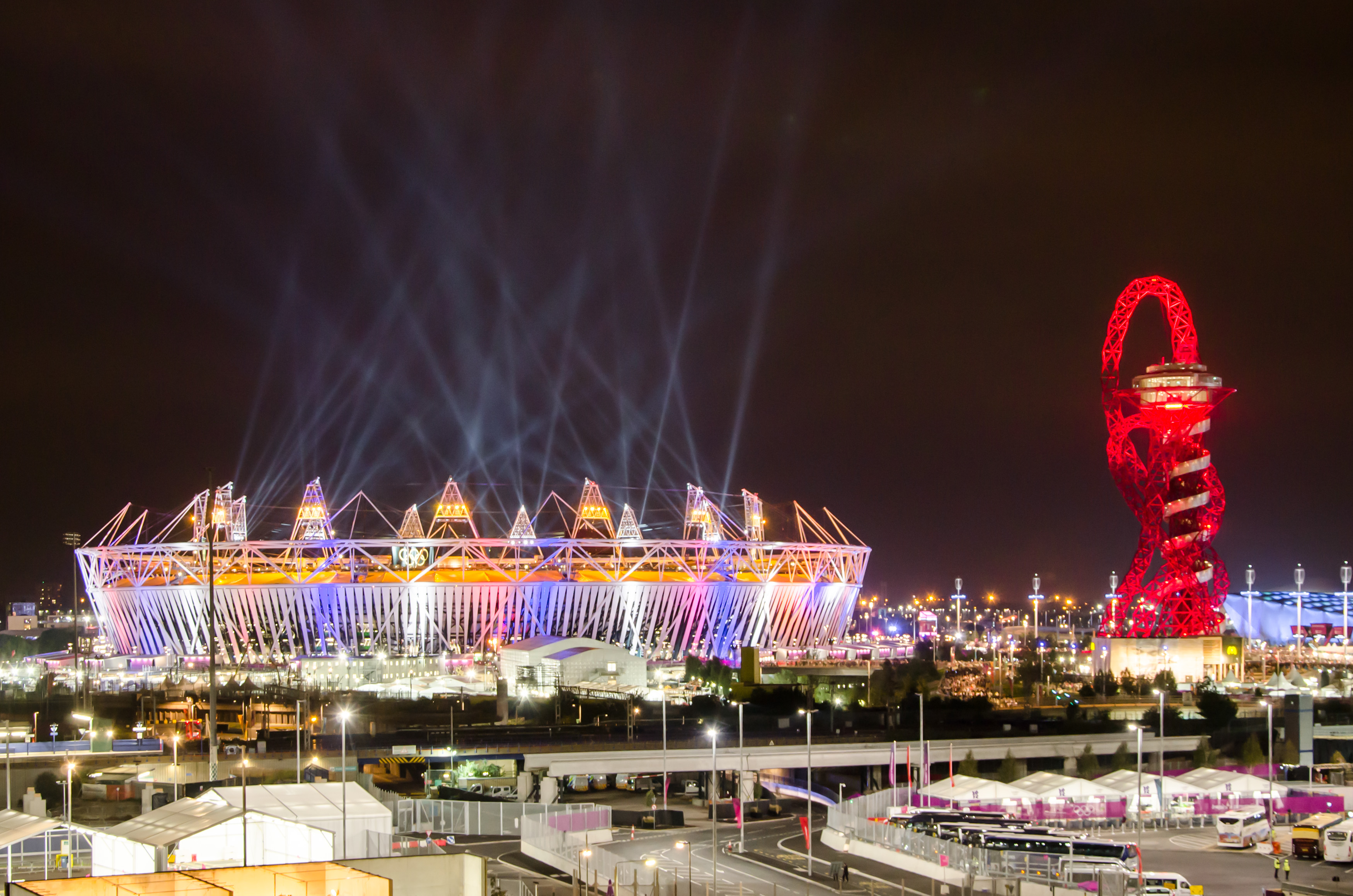
Ceremonia de deschidere a Jocurilor Olimpice de la Londra

- 18 iulie: Ministrul sirian al Apărării, Dawoud Rajiha și un cumnat al lui Assad, uciși în atentatul sinucigaș de la Damasc.
- 19 iulie: Debutează Bătălia de la Alep dintre armatele forțelor siriene guvernamentale și rebeli.
- 20 iulie: Un bărbat care purta o mască de gaze a împușcat mortal 12 persoane și a rănit circa 59 la premiera filmului "The Dark Knight Rises" din seria Batman, la un cinema din Denver, Colorado.
- 20 iulie: Madridul, care se confruntă cu o panică a piețelor și o nemulțumire socială fără precedent, obține din partea Zonei Euro, un plan de ajutorare destinat recapitalizării băncilor. La începutul lui august, guvernul Mariano Rajoy adoptă un plan de austeritate care prevede economisirea sumei de 150 miliarde euro.
- 22 iulie: Pranab Mukherjee a câștigat alegerile prezidențiale din India.
- 23 iulie: Irak: Cele mai sângeroase atentate din ultimii doi ani, cel puțin 91 de morți și 161 de răniți.
- 24 iulie: Președintele ghanez John Atta Mills a murit subit la vârsta de 68 de ani.
- 27 iulie: Ceremonia de deschidere a Jocurile Olimpice de vară din 2012 la Londra.
- 29 iulie: În România se desfășoară referendumul pentru demiterea președintelui suspendat Traian Băsescu.
- 30-31 iulie: În India a avut loc cea mai mare pană de curent din istorie care a lăsat 620 milioane de indieni fără curent electric.

## Decese
- iulie: Alexandrina Găinușe, 79 ani, demnitar comunist român (n. 1932)
- 3 iulie: Andy Samuel Griffith, 86 ani, actor american (n. 1926)
- 6 iulie: Tudor Cearapin, 63 ani, general român (n. 1948)
- 6 iulie: Leon Livovschi (Leon Livovski), 91 ani, informatician român (n. 1921)
- 6 iulie: Oleksandr Semernea, 75 ani, artist plastic ucrainean (n. 1936)
- 8 iulie: Ernest Borgnine (n. Ermes Effron Borgnino), 95 ani, actor american (n. 1917)
- 8 iulie: Richard Darryl Zanuck, 77 ani, producător american de film (n. 1934)
- 9 iulie: Valentina Halitov, 85 ani, medic din R. Moldova (n. 1926)
- 9 iulie: Isuzu Yamada, 95 ani, actriță japoneză de teatru și film (n. 1917)
- 13 iulie: Jerzy Kulej, 71 ani, pugilist și politician polonez (n. 1940)
- 15 iulie: Boris Cebotari, 37 ani, fotbalist din R. Moldova (n. 1975)
- 16 iulie: Veronica Garștea, 85 ani, dirijoare și pedagogă din R. Moldova (n. 1927)
- 16 iulie: Jon Lord (Jonathan Douglas Lord), 71 ani, muzician britanic, claviaturist (Deep Purple), (n. 1941)
- 16 iulie: Theodor „Fredy” Negrescu, 80 ani, inginer de sunet român (n. 1931)
- 21 iulie: Andrzej Łapicki, 87 ani, actor polonez de teatru și film, regizor de teatru (n. 1924)
- 21 iulie: Mircea Șerbănescu, 92 ani, prozator român (n. 1919)
- 22 iulie: Frank Pierson (Frank Romer Pierson), 87 ani, scenarist și regizor de film, american (n. 1925)
- 23 iulie: Maria Emanuel, Margraf de Meissen, 86 ani, șeful Casei de Saxonia (n. 1926)
- 23 iulie: Paddy Lane, 77 ani, politician irlandez (n. 1934)
- 24 iulie: János Boros, 63 ani, politician român de etnie maghiară (n. 1948)
- 24 iulie: John Evans Atta Mills, 68 ani, președinte al statului Ghana (2009-2012), (n. 1944)
- 27 iulie: Ion Albu, 91 ani, medic ginecolog român (n. 1920)
- 27 iulie: R. G. Armstrong, 95 ani, actor și dramaturg american (n. 1917)
- 27 iulie: Viorel Sergovici, 65 ani, regizor și operator de imagine român (n. 1947)
- 28 iulie: Mihail Lupoi, 59 ani, senator român (2000-2004), (n. 1953)
- 29 iulie: Chris Marker, 91 ani, scriitor, fotograf și regizor francez (n. 1921)
- 29 iulie: James Mellaart, 86 ani, arheolog britanic (n. 1925)
- 29 iulie: Ștefan Traian Roman, 75 ani, regizor român (n. 1936)
- 29 iulie: John P. Finnegan, 85 ani, actor american (n. 1926)
- 31 iulie: Heinrich Erk, 92 ani, scriitor german (n. 1920)
- 31 iulie: Gore Vidal (n. Eugene Louis Vidal), 86 ani, autor, scenarist și activist american (n. 1925)